# Pałac w Rybnej
Pałac w Rybnej – zabytkowy pałac znajdujący się w Tarnowskich Górach, w dzielnicy Rybna; samorządowa instytucja kultury Gminy Tarnowskie Góry.

## Historia

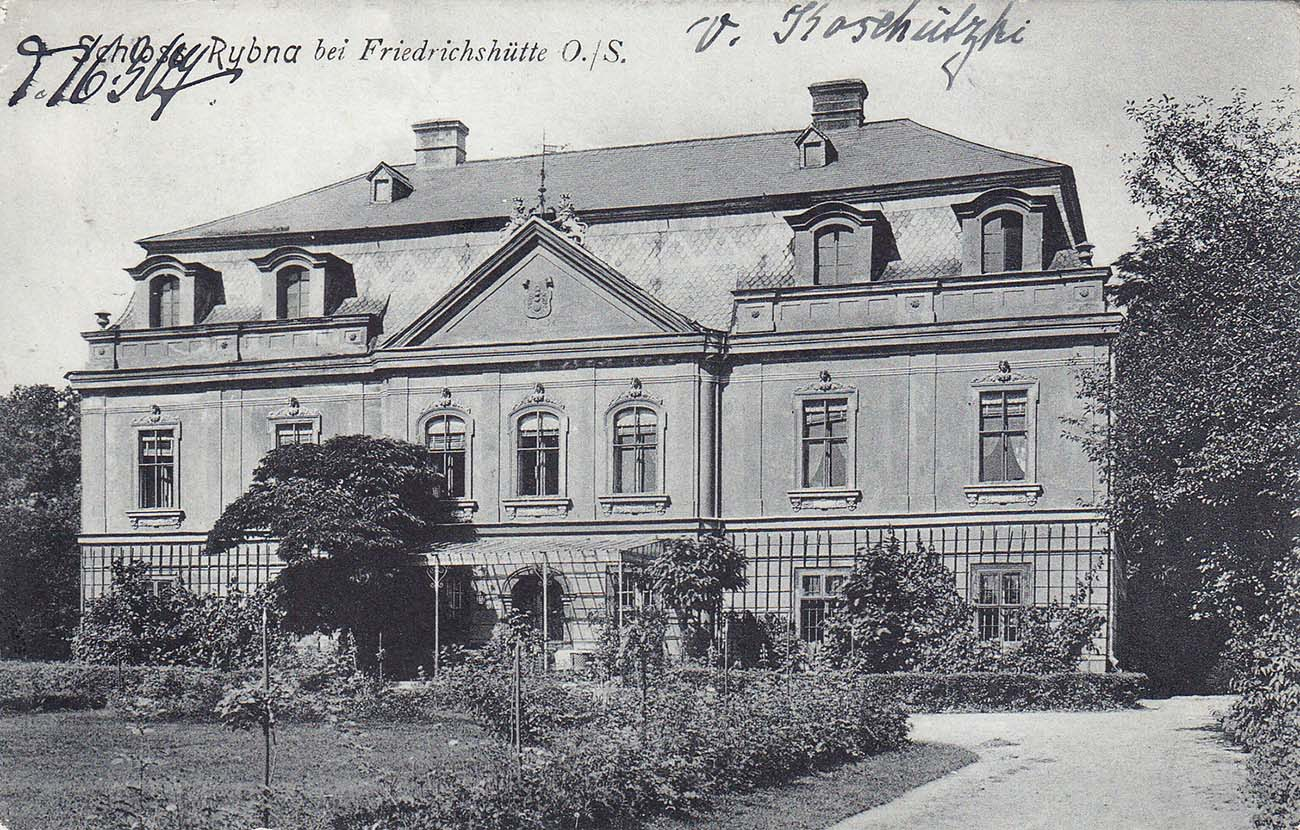
Pałac w 1907 r.

Około 1732 roku Rybna weszła w posiadanie Adama Warkocza (Warkotscha), który nabył ją od Jana Kotulińskiego, lub stała się współwłasnością obu rodów. Prawdopodobnie w 1753 roku, po śmierci Rudolfa Kotulińskiego, jedynymi właścicielami majątku zostali Warkoczowie: Adam (do 1755), Karol Zygfryd (1755–1777) oraz Karol Antoni (po 1777 roku). Ten ostatni zmarł bez męskiego potomka, pozostawiając cały majątek żonie – Antoninie Warkocz z rodu Bujakowskich. Z jej inicjatywy istniejąca rezydencja (wybudowana jeszcze przez ród Blachów – pierwszych właścicieli Rybnej) została rozbudowana w stylu późnego baroku, uzyskując wygląd zbliżony do obecnego. Prace ukończono w 1796 roku, co potwierdza data umieszczona w przyczółku fasady. W 1829 roku pałac przeszedł w ręce rodziny Chrząszczewskich, by w 1871 roku znaleźć się w posiadaniu rodziny von Koschützkich, która nieco go przebudowała.

### Dwudziestolecie międzywojenne

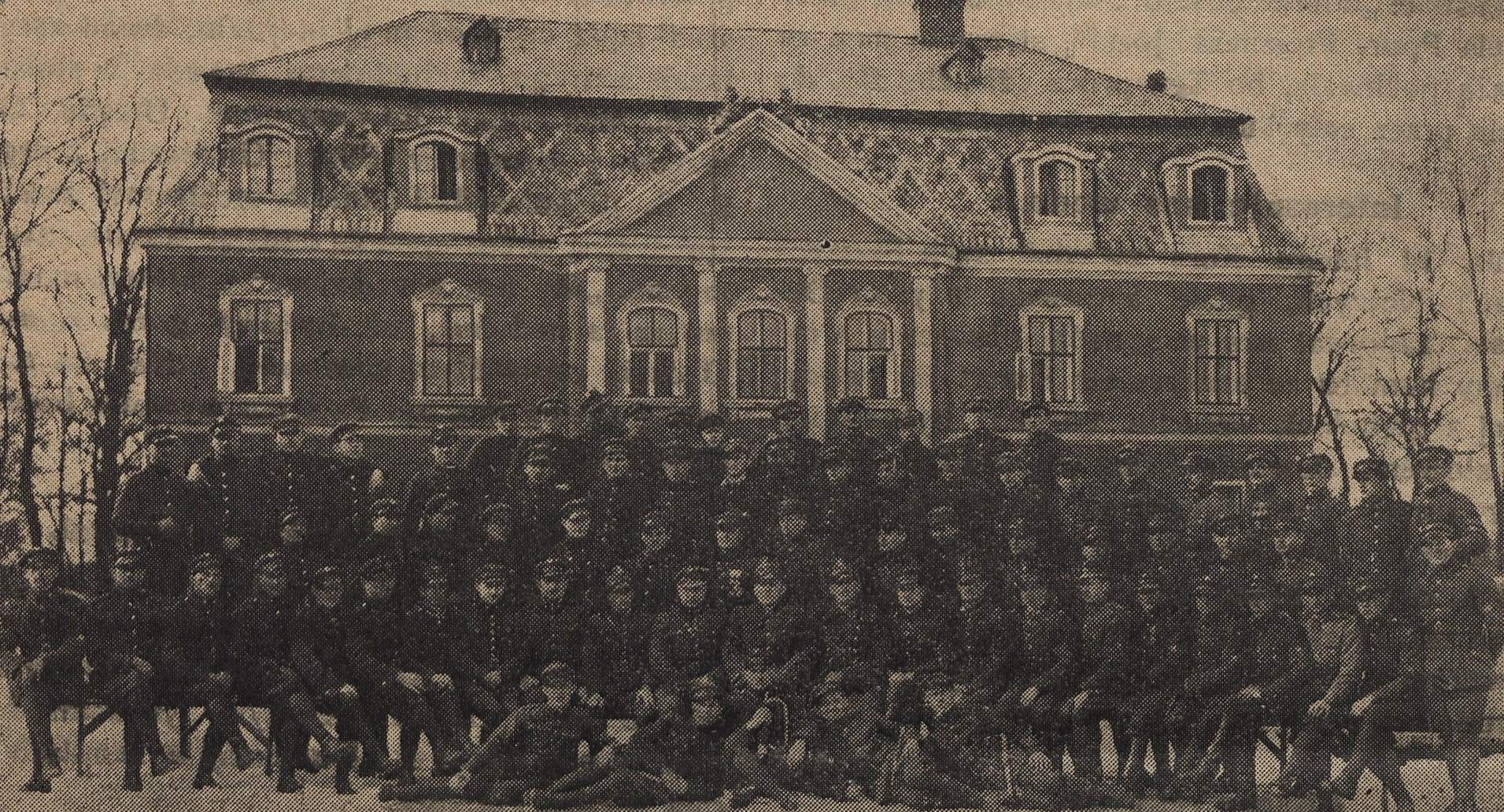
Uczestnicy kursu unitarnego dla podoficerów Związku Strzeleckiego IV turnusu przy 11 Pułku Piechoty w Rybnej

W wyniku plebiscytu na Górnym Śląsku oraz III powstania śląskiego majątek w Rybnej znalazł się na terenie II RP, w pobliżu granicy z Niemcami. W 1922 roku Egon von Koschützki zdecydował się opuścić posiadłość. Przejął ją Państwowy Fundusz Ziemi i przekazał Spółce Osadniczej „Ślązak” z Katowic. Jej zadaniami były działalność gospodarcza oraz parcelacja majątku dworskiego na rzecz chłopów – głównie przybyłych z Małopolski.
Na początku 1934 roku pałac wraz z przylegającym do niego parkiem został wydzierżawiony, a rok później ostatecznie sprzedany przez Spółkę „Ślązak” Podokręgowi Śląskiemu Związku Strzeleckiego. 5 marca 1934 roku w budynku uroczyście otwarto szkołę strzelecką urządzoną z inicjatywy senatora Alojzego Pawelca. Przy tej okazji pałac wyremontowano, przystosowując go do działalności statutowej organizacji, m.in. wybudowano kuchnię i jadalnię, doprowadzono wodociągi i centralne ogrzewanie oraz ogrodzono teren parku.

### II wojna światowa
Pod koniec sierpnia 1939 roku szkoła została ewakuowana, a wraz z wybuchem II wojny światowej pałac został przejęty przez Niemców, którzy utworzyli w nim szpital wojskowy; działał on jednak krótko z racji znacznego oddalenia od linii frontu. Piwnice budynku zostały poszerzone, gdyż miały służyć jako schrony przeciwlotnicze. Zabudowania gospodarcze włączono w skład przedsiębiorstwa rolnego, którym kierował Hagen, a sam pałac na przełomie 1943 i 1944 roku stał się własnością Marii Henckel von Donnersmarck z katolickiej gałęzi rodu z Brynka. Na jej polecenie w pobliżu pałacu zbudowano szklarnie i postawiono ule, do Rybnej zostało również przeniesione rodzinne archiwum.

### Polska Ludowa
Po wkroczeniu na Górny Śląsk w styczniu 1945 roku Armii Czerwonej w pałacu ponownie urządzono szpital. Wkrótce po wojnie w budynku zorganizowano mieszkania komunalne, głównie dla repatriantów i osadników z Kresów Wschodnich. Znajdowały się one przede wszystkim na drugim piętrze oraz na parterze (salon po prawej stronie od wejścia – podzielony na dwa pokoje). Poza tym przez pewien czas budynek był siedzibą klubu „Ruch” (pomieszczenia w część południowej), pełnił także funkcję magazynów (głównie salony na pierwszym piętrze).
W latach 1974–1980 przy wsparciu kierownictwa Zakładów Mechanicznych „Zamet” przeprowadzono gruntowną inwentaryzację oraz ekspertyzę konstrukcyjną i odtworzono pierwotny wygląd pałacu, usuwając wtórne naleciałości architektoniczne. Pierwotne plany utworzenia w budynku muzeum rozwoju górnictwa i hutnictwa na Górnym Śląsku nie zostały zrealizowane, jednak obiekt postanowiło przejąć Stowarzyszenie Polskich Artystów Muzyków (SPAM). Po półtorarocznych negocjacjach obiekt został w 1982 roku odpłatnie przekazany Stowarzyszeniu przez władze Tarnowskich Gór. 2 grudnia 1982 roku w pałacu oficjalnie utworzony został Dom Pracy Twórczej, wkrótce przekształcony w Modelowe Centrum Upowszechniania Kultury, otwarte uroczyście 5 czerwca 1983 roku przez Ministra Kultury i Sztuki, Kazimierza Żygulskiego.

### III RP

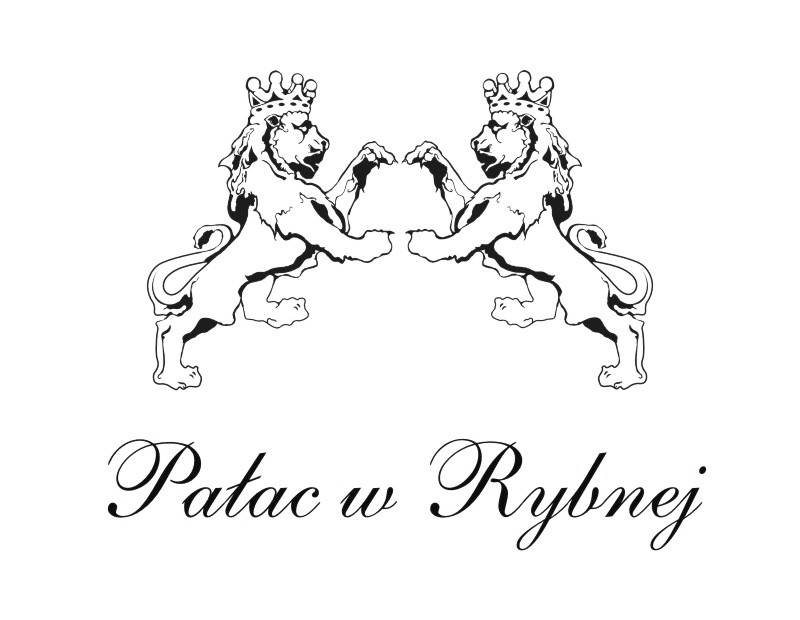
Logo „Pałacu w Rybnej” – samorządowej instytucji kultury

W 1990 roku SPAM zrzekł się budynku i w listopadzie tego samego roku władze miasta urządziły w nim Regionalne Centrum Kultury prowadzące również działalność hotelarską i gastronomiczną. W 1997 roku powołano spółkę z ograniczoną odpowiedzialnością „Pałac w Rybnej”, której jedynym udziałowcem była gmina Tarnowskie Góry. W 2005 roku Rada Miejska w Tarnowskich Górach na wniosek burmistrza Kazimierza Szczerby podjęła decyzję o wystawieniu pałacu na sprzedaż, jednak dzięki protestom społecznym transakcja nigdy nie doszła do skutku . W latach 2009–2010 wykonano gruntowną renowację rezydencji – wymieniono stolarkę drzwiową i okienną oraz instalacje, zamontowano klimatyzację, powiększono sale koncertowe, renowacji poddano meble. Od strony zachodniej (od strony parku) dobudowano wsparty na czterech żeliwnych filarach balkon oraz scenę letnią. Odnowiono i przemalowano także fasadę budynku.
W 2011 w pałacu utworzono samorządową instytucję kultury Gminy Tarnowskie Góry o nazwie „Pałac w Rybnej”.
Obecnie „Pałac w Rybnej” prowadzi działalność gastronomiczno-hotelarską, włącznie z organizacją przyjęć okolicznościowych, w tym wesel, bankietów firmowych oraz biznesowych, a także działalność kulturalną – w szczególności organizując koncerty muzyki poważnej oraz wystawy i spotkania z twórcami.

## Architektura
Pałac wybudowany został najprawdopodobniej w miejscu dawnego drewnianego dworku należącego do Blachów – pierwszych właścicieli Rybnej – który z kolei przypuszczalnie był wybudowany na fundamentach średniowiecznej wieży rycerskiej. Jest to budynek z kamienia, otynkowany, piętrowy, na rzucie prostokąta z lekko zaokrąglonymi narożami. Nakryty mansardowym dachem z pokrytymi blachą lukarnami. Fasada siedmioosiowa, w części wschodniej (frontowej) lekko wysunięty trójosiowy ryzalit rozczłonkowany pilastrami, zwieńczony trójkątnym naczółkiem z rzeźbami dwóch lwów na szczycie. Poniżej w jego polu znajduje się kartusz herbowy z rokiem 1796 . Portal wejściowy zamknięty łukiem koszowym. Okna na piętrze w ozdobnych obramowaniach z motywem akantu i muszli. Na piętrze ryzalitu dobudowany w XIX wieku balkon. We wschodniej części elewacji północnej tynkowana płycina z datą 1796 (ukończenia budowy).
Wysoki mansardowy dach jest cechą architektury późnobarokowej, zaś elewacja frontowa z wysuniętym ryzalitem i trójkątnym naczółkiem reprezentuje styl klasycystyczny.
Wewnątrz, na środku osi znajduje się sień sklepiona kolebkowo, klatka schodowa, a po bokach pokoje, z kolei na piętrze na osi ulokowany jest salon, a po bokach pokoje z sufitami z fasetami oraz korytarze ze sklepieniami kolebkowymi.
Przed frontem pałacu znajduje się klomb oraz podjazd prowadzący od bramy. Po drugiej stronie ul. Powstańców Warszawskich zlokalizowane są zabudowania gospodarcze z przełomu XVIII i XIX wieku dawniej należące do dobra rycerskiego (niem. Rittergut) w Rybnej. Figurują one w Gminnej Ewidencji Zabytków miasta Tarnowskie Góry.

## Park
Pałac jest otoczony parkiem (dawniej w stylu angielskim) o powierzchni 2,1 ha. W jego zachodniej części zachował się szpaler dziewiętnastu dębów szypułkowych liczących ok. 200 lat. Mają one status pomników przyrody (podobnie jak jeden okaz kasztanowca białego).
Park nosi cechy klasycystyczne, m.in. osiowe i prostoliniowe ścieżki. W jego północno-zachodnim narożniku znajduje się niewielkie zagłębienie w ziemi będące być może pozostałością dawnego stawu, z kolei na gazonie przed wejściem do pałacu zachowały się elementy dawnej fontanny.

## Galeria

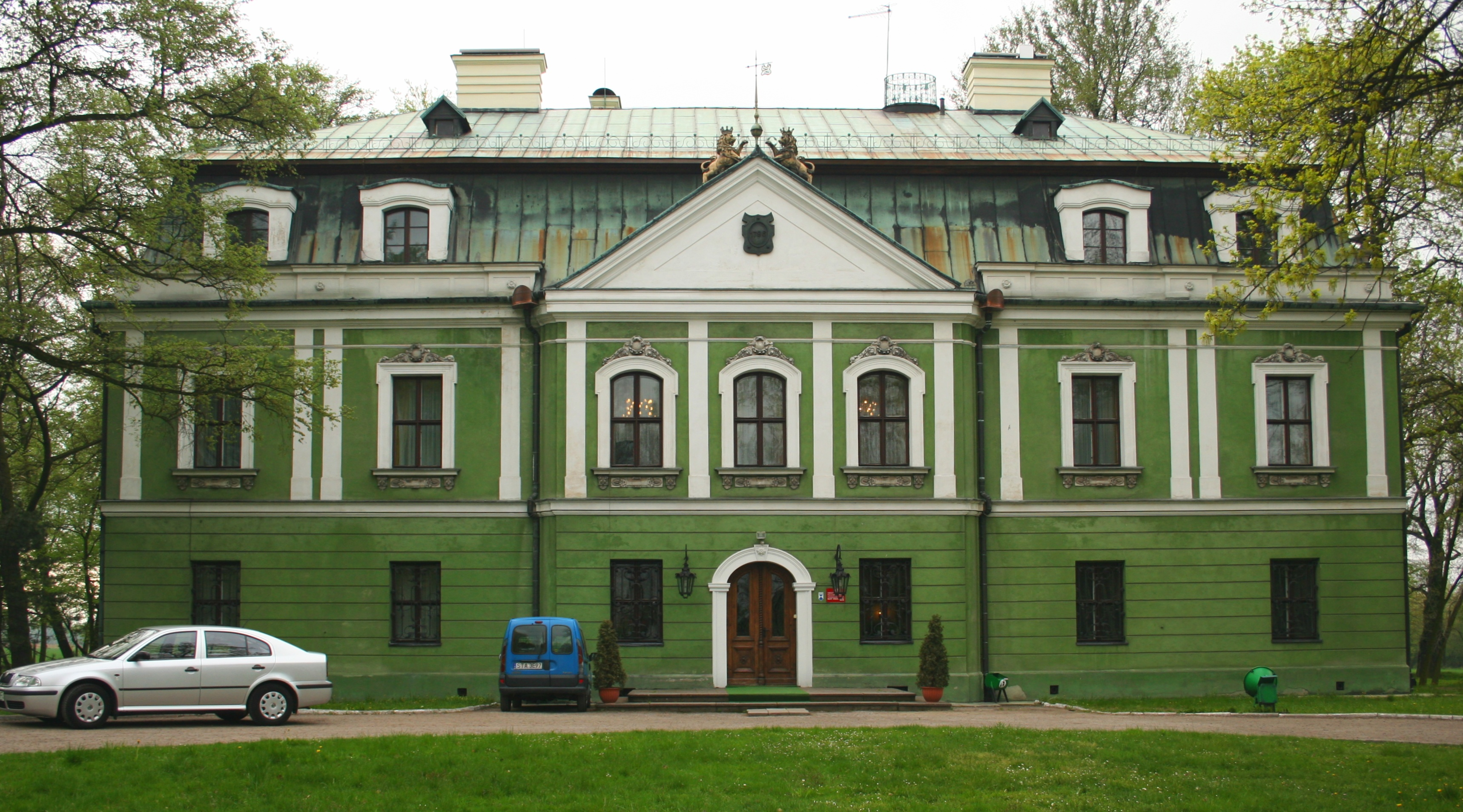
Pałac w 2008 roku
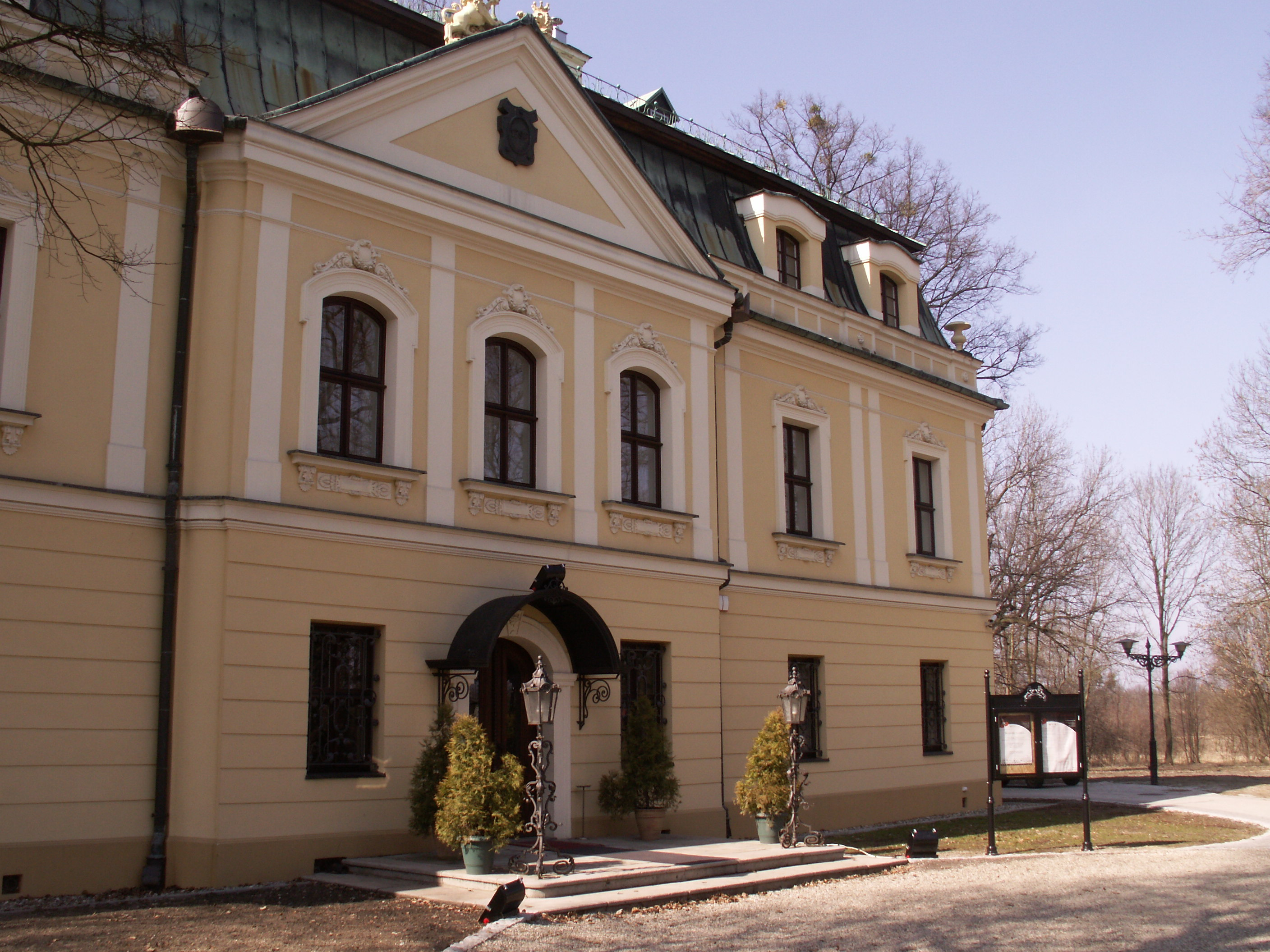
Wejście do pałacu
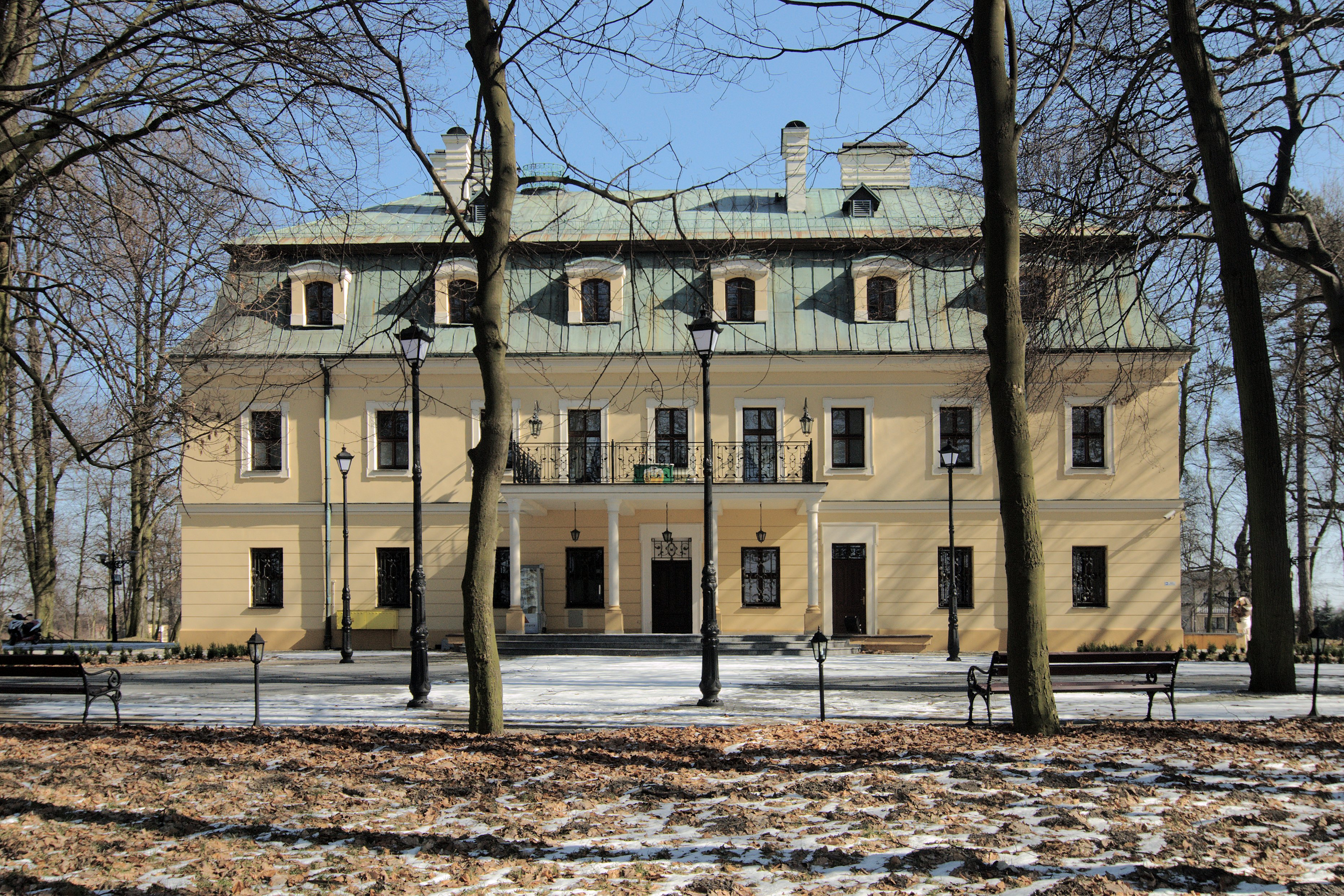
Fasada zachodnia
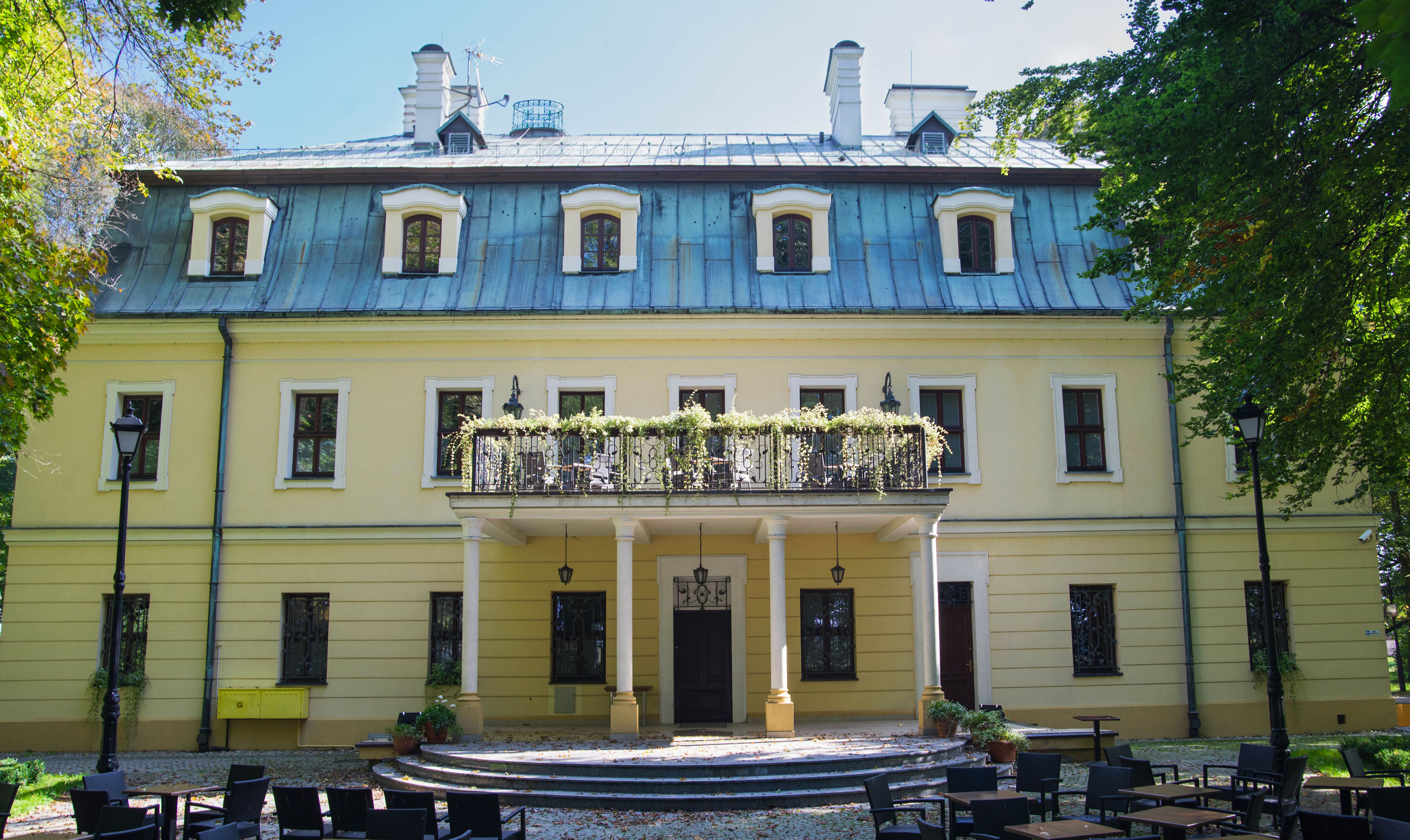
Fasada zachodnia z balkonem
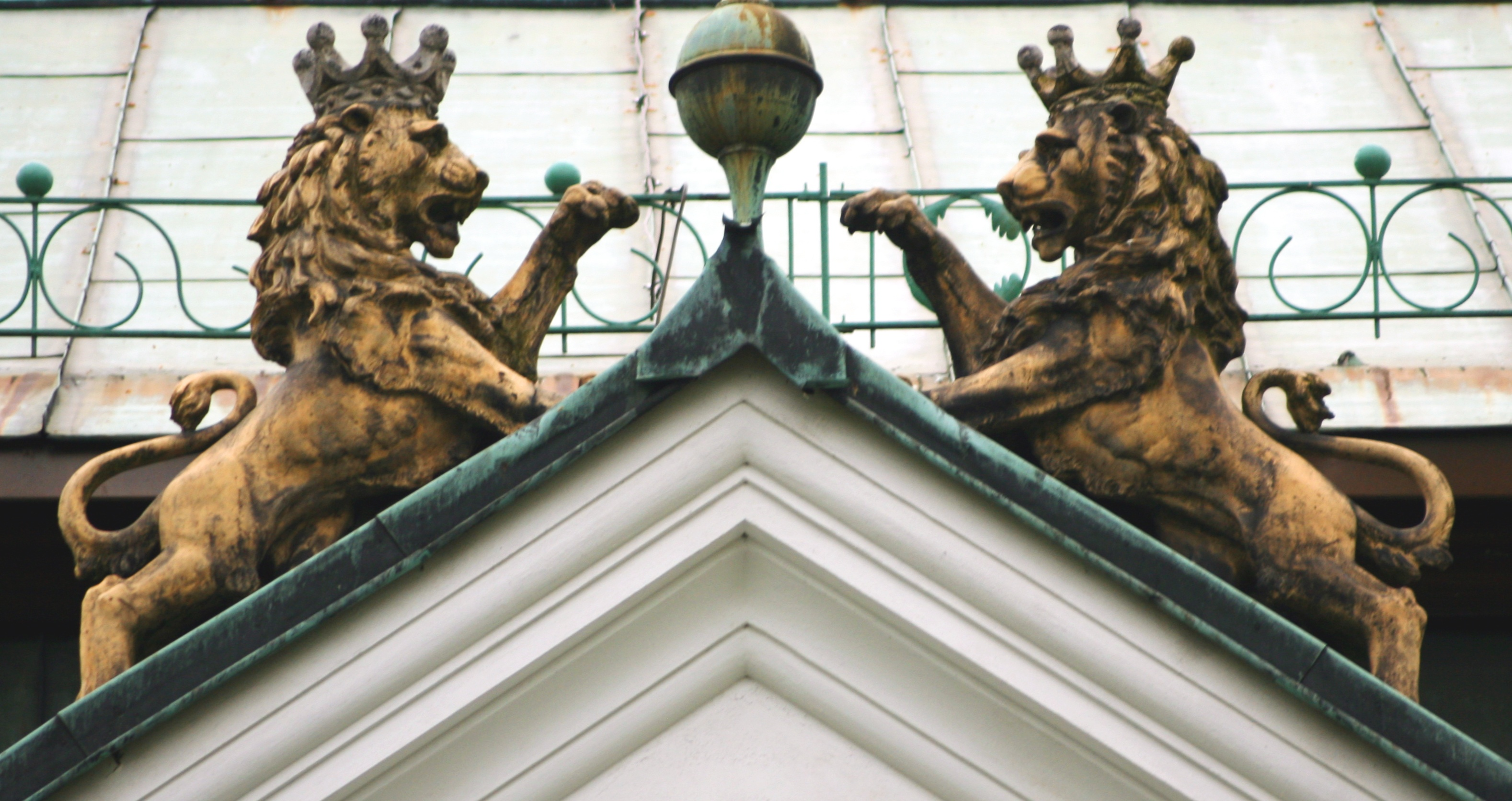
Detal architektoniczny nad głównym wejściem